# Philobrya wandelensis
Philobrya wandelensis is een tweekleppigensoort uit de familie van de Philobryidae. De wetenschappelijke naam van de soort is voor het eerst geldig gepubliceerd in 1906 door Lamy.